# 12. maj
12. maj je 132. dan leta (133. v prestopnih letih) v gregorijanskem koledarju. Ostaja še 233 dni.

## Dogodki
- 1664 – v Versaillesu prvič uprizorjen Molièrov Tartuffe
- 1797 – s francosko odstavitvijo doža Ludovica Manina odpravljena Beneška republika
- 1902 – v Pennsylvaniji se začne stavka 150.000 rudarjev za zvišanje mezd in 8-urni delavnik
- 1910 – v Ljubljani je ustanovljeno Društvo za raziskovanje jam Ljubljana
- 1918 – v Judenburgu se upre slovenski 17. pešpolk
- 1926 – poljski maršal Jozef Pilsudski uvede vojaško diktaturo
- 1940 – konferenca v Casteauju
- 1941 – Nemčija in Sirija sprejmeta sporazum o nemški uporabi sirskih letališč
- 1942 – prvi množični pomor v Auschwitzu, pobitih 1.500 Judov
- 1943 – začetek konference Trident v Washingtonu
- 1944 – začetek zavezniške ofenzive v Italiji
- 1949 – konec popolne zapore Berlina
- 1978 – Mednarodni meteorološki inštitut odloči, da hurikanov ne bodo več poimenovali izključno z ženskimi imeni
- 1988 – ustanovljena Slovenska kmečka zveza, prva slovenska demokratična politična stranka po drugi svetovni vojni
- 1993 – Slovenija sprejeta v Svet Evrope skupaj z Estonijo, Litvo, Češko, Slovaško in Romunijo

## Rojstva
- 1160 – Ibn al-Asir, arabski zgodovinar in biograf  († 1233)
- 1258 – Sančo IV., kastiljski kralj († 1295)
- 1330 – Vilijem I., bavarski vojvoda, holandski (V.), hainauški (III.) in zeelandski grof (IV.) († 1389)
- 1325 – Rupert II., nemški volilni knez, pfalški grof († 1398)
- 1496 – Gustav I. Vasa, švedski kralj († 1560)
- 1590 – Cosimo II. de' Medici, italijanski (toskanski) vojvoda († 1621)
- 1670 – Avgust II. Močni, saški volilni knez, poljski kralj († 1733)
- 1739 – Johann Baptist Vanhal, češki skladatelj († 1813)
- 1755 – Giovanni Battista Viotti, italijanski violinist, skladatelj († 1824)
- 1803 – Justus von Liebig, nemški kemik († 1873)
- 1820 – Florence Nightingale, angleška bolničarka († 1910)
- 1828 – Dante Gabriel Rossetti, angleški slikar, pesnik, prevajalec († 1882)
- 1829 – Pavlos Carrer, grški skladatelj, utemeljitev grške narodne opere († 1896)
- 1842 – Jules Émile Frédéric Massenet, francoski skladatelj († 1912)
- 1845 – Gabriel Fauré, francoski skladatelj († 1924)
- 1866 – Sveti Leopold Mandić, hrvaški kapucin in svetnik († 1942)
- 1872 – Anton Korošec, slovenski politik († 1940)
- 1880 – Lincoln Ellsworth, ameriški raziskovalec, inženir, znanstvenik († 1951)
- 1906 – Maurice Ewing, ameriški geofizik, oceanograf († 1974)
- 1907 – Katharine Hepburn, ameriška filmska igralka († 2003)
- 1910 – Dorothy Crowfoot Hodgkin, angleška kemičarka, nobelovka 1964 († 1994)
- 1914 – Bertus Aafjes, nizozemski pisatelj in pesnik († 1993)
- 1915 – Roger Louis Schutz-Marsauche - brat Roger, švicarsko-francoski teolog († 2005)
- 1921 – Giovanni Benelli, italijanski kardinal († 1982)
- 1922 – Roy Salvadori, britanski avtomobilski dirkač († 2012)
- 1925 – Yogi Berra, ameriški igralec, trener in upravnik bejzbola
- 1937 – George Carlin, ameriški komik, igralec, pisec, satirik († 2008)
- 1948 – Steve Winwood, angleški glasbenik
- 1963 – Stefano Modena, italijanski avtomobilski dirkač
- 1968 – Tony Hawk, ameriški rolkar
- 1978 – Hossein Reza Zadeh, iranski dvigovalec uteži
- 1988 – David Klobasa, slovenski politik, župan Občine Sveta Trojica v Slovenskih goricah

## Smrti
- 1003 – papež Silvester II. (* 938)
- 1012 – papež Sergij IV.
- 1090 – Luitpold Eppenstein, koroški vojvoda, mejni grof Verone (* 1050)
- 1182 – Valdemar I., danski kralj (* 1131)
- 1420 – Elizabeta Granovska, poljska kraljica in litovska velika kneginja (* okoli 1372)
- 1798 – George Vancouver, britanski raziskovalec (* 1757)
- 1805 – Ferdinand von Hompesch zu Bolheim, 71. veliki mojster Malteškega viteškega reda (* 1744)
- 1845 – August Wilhelm von Schlegel, nemški jezikoslovec, pesnik, kritik (* 1767)
- 1856 – Jacques Philippe Marie Binet, francoski matematik, astronom, fizik (* 1786)
- 1884 – Bedřich Smetana, češki skladatelj (* 1824)
- 1899 – Mihail Saltikov-Ščedrin, ruski pisatelj, satirik (* 1826)
- 1910 – sir William Huggins, angleški učenjak, astronom (* 1824)
- 1935 – Józef Piłsudski, poljski maršal, politik (* 1867)
- 1936 – Peter Henry Emerson, angleški fotograf (* 1856)
- 1944 – Frederick Schiller Faust - Max Brand, ameriški pisatelj, vojni dopisnik (* 1892)
- 1957 – Erich Oswald von Stroheim, ameriški filmski režiser judovskega rodu (* 1885)
- 1970 – Władysław Anders, poljski general (* 1892)
- 1985 – Jean Philippe Arthur Dubuffet, francoski slikar, kipar (* 1901)
- 1994 – Erik Erikson, nemški psiholog (* 1902)

## Prazniki in obredi
- mednarodni dan medicinskih sester